# حمام خیروز
حمام خیروز، بنایی تاریخی است مربوط به دوره صفوی. این اثر تاریخی در فردوس، بین میدان صاحب‌الزمان و میدان گلشن و در ضلع جنوبی آرامگاه امامزادگان محمد و ابراهیم واقع شده و در تاریخ ۵ تیر ۱۳۸۴ با شمارهٔ ثبت ۱۱۹۸۹ به‌عنوان یکی از آثار ملی ایران به ثبت رسیده‌است.
این حمام، به دلیل قرار داشتن در کنار مسجدی به نام خیروز (که در زمین‌لرزهٔ سال ۱۳۴۷ تخریب شد)، به این نام معروف شده‌است.
معماری این حمام، مانند حمام‌های سردشت و حمام کوشک فردوس، در سطح منطقه منحصربه‌فرد است و نکتهٔ جالب توجه در ساخت آن، نوع طراحی است که آب قنات وارد بینه شده و سپس با عبور از طول آن از سمت دیگر به خارج می‌رود.

## تبدیل به موزهٔ مردم‌شناسی
این حمام تاریخی، برای مکان ایجاد موزهٔ مردم‌شناسی فردوس انتخاب شده و در سال‌های اخیر مرمت و بازسازی آن با بیش از ۸۰۰ متر مربع زیربنا و ۲ هزار متر مربع محوطه برای تبدیل‌شدن به موزه مردم‌شناسی انجام گرفت.
در ۲۱ بهمن ۱۳۹۱، پس از اتمام مرمت این اثر تاریخی، موزه مردم‌شناسی فردوس در این مکان افتتاح شد. این موزه، دارای ۱۲۰۰ متر مربع زیربنا و ۲۵۰۰ متر مربع محوطه‌سازی بوده و شامل دو بخش موزه حمام تاریخی و مشاغل سنتی و صنایع دستی می‌باشد.